# Vernon (Arizona)
Vernon – jednostka osadnicza w Stanach Zjednoczonych, w stanie Arizona, w hrabstwie Apache.